# Helene Junker
Pour les articles homonymes, voir Junker (homonymie).
Helene « Leni » Junker (née le 8 décembre 1905 à Cassel et décédée le 9 février 1997 à Wilhelmshaven) est une athlète allemande spécialiste du sprint. Affiliée au Kasseler Turngemeinde, elle mesurait 1,68 m pour 68 kg.

## Biographie
Médaille d'argent du saut en hauteur au Championnat d'Allemagne d'athlétisme de 1923, elle obtient son premier record d’Europe et du Monde le 13 septembre 1925 aux 100 mètres à Wiesbaden. Elle obtient la médaille de bronze du relais 4 × 100 mètres aux Jeux olympiques d'Amsterdam (1928) aux côtés de Rosa Kellner, Leni Schmidt et Anni Holdmann. La même année, elle obtient la médaille de bronze aux 100 mètres lors des championnats d'Allemagne d'athlétisme, et obtiendra la médaille d'or au championnat d'Allemagne de 1931.

### Palmarès
| Date | Compétition           | Lieu      | Résultat | Épreuve   | Performance |
| ---- | --------------------- | --------- | -------- | --------- | ----------- |
| 1928 | Jeux olympiques d'été | Amsterdam | 3e       | 4 × 100 m | 49 s 0      |

### Records
| Épreuve    | Performance | Lieu | Date |
| ---------- | ----------- | ---- | ---- |
| 100 mètres | 12 s 0      |      | 1931 |